# Кинаховцы
Кинаховцы (укр. Кинахівці) — село в Вишневецкой поселковой общине Кременецкого района Тернопольской области Украины.
До 2020 года входило в Збаражский район.
Код КОАТУУ — 6122488102.

## Географическое положение
Село Кинаховцы находится на правом берегу реки Горынь, выше по течению примыкает село Поляны, ниже по течению на расстоянии в 0,5 км расположено село Федьковцы, на противоположном берегу — село Бутин. Примыкает к селу Мышковцы.

## Население
Население по переписи 2001 года составляло 363 человека.

### Языковой состав
Родной язык населения по данным переписи 2001 года:
| Язык       | Численность, чел. | Доля     |
| ---------- | ----------------- | -------- |
| Украинский | 362               | 99,72 %  |
| Другое     | 1                 | 0,28 %   |
| Итого      | 363               | 100,00 % |

## Достопримечательности
- Братская могила советских воинов.